# Tom James (aviron)
Pour les articles homonymes, voir Tom James et James.
Tom James, né le 11 mars 1984 à Cardiff (Pays de Galles), est un rameur gallois. Il représente l'Université de Cambridge en aviron : il notamment fait partie de l'équipe qui a participé à The Boat Race 2003.
Il a remporte deux médailles d'or olympiques en quatre sans barreur : l'une aux Jeux de 2008 et l'autre en 2012.
Il est membre de l'Ordre de l'Empire britannique.